# Montrose, British Columbia
Montrose är en ort i Kanada.   Den ligger i provinsen British Columbia, i den södra delen av landet, 3 100 km väster om huvudstaden Ottawa. Montrose ligger 631 meter över havet och antalet invånare är 1 012.
Terrängen runt Montrose är kuperad söderut, men norrut är den bergig. Närmaste större samhälle är Fruitvale, 4,4 km nordost om Montrose.
I omgivningarna runt Montrose växer i huvudsak barrskog. Runt Montrose är det glesbefolkat, med 14 invånare per kvadratkilometer.